# Geneviève Appell
Pour les articles homonymes, voir Appell.
Geneviève Appell est une psychologue clinicienne française, née en 1924. Elle est spécialiste de la maternité et du développement infantile, et auteure d'ouvrages.

## Biographie
Née en 1924, Geneviève Appell est la fille de Pierre Appell et de Jeanne Dainville, et la petite-fille de Paul Appell et d'Amélie Bertrand.
Psychologue, elle travaille d'abord sous la direction de Jenny Aubry à la fondation Parent-de-Rosan, une annexe de l'hôpital Ambroise-Paré ; c’est une pouponnière où sont recueillis les enfants en état de carence maternelle. 
Elle collabore pendant plus de vingt ans avec Myriam David. En 1962, elles conduisent une recherche sur les placements d'enfants, qui en démontre le nombre et la gravité des problèmes induits et peu connus. Cette recherche théorique et clinique n'a pas eu d'impact immédiat sur le fonctionnement des pouponnières officielles, mais elle a influencé la transformation des crèches et ouvert la voie à d'autres recherches et actions ; à partir de 1978, Geneviève Appell anime le comité de pilotage de l'« Opération pouponnières » pour améliorer l'accueil et les conditions de séjour des enfants,. Ses recherches successives sur les carences affectives sont effectuées sous l'égide de l'Organisation mondiale de la santé.
Avec Myriam David et Michel Soulé, elle conçoit des films documentaires à but pédagogique, sur la relation mère-enfant, sur les modes de garde, l'accueil en pouponnière, l'adoption.
Geneviève Appell devient la première présidente de l'association Pikler-Lóczy France en 1984, association fondée par Agnès Szanto-Feder. En 2014, elle en est présidente d'honneur.
Elle est directrice de publication de plusieurs ouvrages, avec Myriam David en 1973, avec Anna Tardos en 1998, avec Élisabeth Scheurer en 2002.
Le premier prix Pikler lui est décerné en 2014.

## Œuvres
- Myriam David et Geneviève Appell, Lóczy ou le maternage insolite, Éditions du Scarabée, 1973, 262 p. (ISBN 2-7145-0002-1) ; nouvelles éditions en 1986, 1996, 2008.
- Les soignants à risques dans les interactions en faveur de la petite enfance, treizième journée scientifique du Centre de guidance infantile de l'Institut de puériculture de Paris, avec Michel Soulé et autres, Paris, ESF, 1986.
- De l'attention du bébé au cours des jeux, avec Anna Tardos, Budapest, Institut Pikler, 1990 ; rééd. 2008.
- Geneviève Appell (dir.) et Anna Tardos (dir.), Prendre soin d'un jeune enfant : de l'empathie aux soins thérapeutiques, Ramonville-Saint-Agne, Érès, 1998, 218 p. (ISBN 2-86586-634-3) ; rééd. en 2005, 2010.
- Geneviève Appell (dir.) et Élisabeth Scheurer (dir.), Vidéo et accueil des jeunes enfants : pourquoi ? pour qui ? comment ?, Ramonville-Saint-Agne, Érès, 2002, 262 p. (ISBN 2-7492-0049-0).
- Entre mères et enfants.
- Les premières années de bébé, son bien-être et ses compétences jour après jour, avec Élisabeth Scheurer et Nicole Simon Bogaers, Éditions Érès, 2019[10]
- (traductrice) James Robertson et Joyce Robertson (trad. de l'anglais), Un Bébé dans sa famille : aimer et être aimé, Paris, E.S.F., 1985, 131 p. (ISBN 2-7101-0522-5).